# 유엔 번호
유엔 번호(UN number, United Nations numbers)는 유엔 경제 사회 이사회에 설치된 위험물 운송 전문가 위원회로부터 운송 위험 및 유해성이 있는 화학 물질에 부여된 번호이다. 번호 부여 방법은 제정 순으로 일련 번호의 숫자 자체에 의미는 없다. 이 번호가 부여되는 화학 물질은 유해성이 있다고 판단할 수 있다.

## 같이 보기
- 화학물질 분류표시 국제조화시스템
- 위험물